# Bombay Express
De Bombay Express was een van de treinen die, door de Compagnie Internationale des Wagons-Lits, werd ingezet om voor rederijen passagiers naar de vertrekhaven te vervoeren. De Bombay Express verzorgde de verbinding tussen Engeland en de haven van Marseille, waar de reis naar India per boot voortgezet werd.

## Geschiedenis
De trein is op 7 oktober 1897 in gebruik genomen om Engelsen naar de haven van Marseille te vervoeren. Daar was aansluiting op de stoomboot van P&O die via het Suezkanaal naar Bombay in India voer.

## 1935
In 1935 is de dienst verlengd tot Londen en de naam van de trein veranderd in P&O Overland Express.

## Rollend materieel

### Rijtuigen
De trein bestond uit slaaprijtuigen, een restauratierijtuig en een bagagewagen.

## Route en Dienstregeling
| CM | land      | station   | km | MC |
| -- | --------- | --------- | -- | -- |
|    | Frankrijk | Calais    | 0  |    |
|    | Frankrijk | Marseille |    |    |